# Myotis dinellii
Myotis dinellii és una espècie de ratpenat de la família dels vespertiliònids. Viu a l'Argentina, el sud de Bolívia, el sud del Brasil i, possiblement, l'est de Xile. El seu hàbitat natural són els boscos de diferents tipus. Es tracta d'un animal insectívor. Es creu que no hi ha cap amenaça significativa per a la supervivència d'aquesta espècie, que anteriorment era considerada una subespècie de M. levis.